# Philip Breedlove
Philip Mark Breedlove (Atlanta, Georgia, 21 september 1955) is een Amerikaanse generaal in ruste. 
Breedlove was van 13 mei 2013 tot 4 mei 2016 opperbevelhebber van de NAVO. Daarvoor was hij bevelhebber van eerst de United States Air Forces in Europe - Air Forces Africa en vervolgens het United States European Command. Tijdens zijn militaire carrière was hij eerder actief in onder meer de Koude Oorlog, de Golfoorlog en de strijd tegen terrorisme.